# Fussa
Fussa (福生市, Fussa-shi) és una ciutat i municipi de Tòquio, a la regió de Kantō, Japó. Fussa forma part de la subregió de Tòquio occidental o regió de Tama i, com la majoria dels municipis d'aquesta, és una ciutat dormitori per als treballadors de l'àrea metropolitana de Tòquio.

## Geografia
La ciutat de Fussa es troba aproximadament al centre geogràfic de Tòquio, sobre l'altiplà de Musashino i envoltat per les planes del riu Tama. El terreny va baixant suaument des del nord cap al sud, amb una altitud de 124 metres sobre el nivell de la mar al lloc on es troba l'ajuntament, el qual està localitzat aproximadament al centre geogràfic del terme municipal de Fussa. L'elevació màxima és de 143,5 metres al punt nord-est del municipi i la més baixa és de 104 metres al sud-oest. La zona vora el riu Tama és lloc de molts parcs amb aproximadament 300 sakura o cirerers japonesos, instal·lacions d'esplai i carrils bici. El terme municipal de Fussa limita amb els de Hamura i Mizuho al nord; amb Musashi-Murayama i Tachikawa a l'est; amb Akishima i Hachiōji al sud i amb Akiruno a l'oest.

### Clima
Fussa té, segons la classificació climàtica de Köppen, un clima subtropical humit, caracteritzat pels estius càlids i els hiverns freds, amb escasses o inexistents nevades. La temperatura mitjana anual a Fussa és de 13,9 graus. La mitjana anual de precipitacions és de 1.998 mil·límetres, sent setembre el mes amb més humitat. La temperatura mitjana més alta és a l'agost amb vora 25,3 graus i la més baixa és al gener amb 2,4 graus.

## Història
La zona on es troba l'actual municipi de Fussa va formar part de l'antiga província de Musashi. Durant el període Edo, fou un tenryō o territori administrat directament pel bakufu Tokugawa mitjançant diversos hatamoto. La zona es dedicava principalment a l'agricultura, sent productes locals destactats el sake i la cria del cuc de seda. Arribada la restauració Meiji, tots els llogarets de la zona foren agrupats, dins de la creació dels municipis moderns, en els ara desapareguts pobles de Fussa, Kumagawa i Tama, dins de la prefectura de Shinagawa, de corta durada i succeïda per la prefectura de Kanagawa. Part de l'actual Fussa va estar involucrada en l'incident de Chichibu de 1884.
L'1 d'abril de 1893 tot el territori va passar a formar part de la ja desapareguda prefectura de Tòquio, unint el ferrocarril d'Ōme només un any després les actuals ciutats de Tachikawa i Fussa. L'any 1940 Fussa fou elevada a la categoria legal de vila i començà la construcció d'un aeròdrom per a l'exèrcit imperial japonès, esdevenint l'aeròdrom el camp de proves principal l'any 1942. Després de la Segona Guerra Mundial i amb l'ocupació del Japó, l'exèrcit nord-americà va instal·lar a Fussa la base aèria de Yokota, que encara avui continua activa. Durant la dècada de 1960 va començar el creixement demogràfic de Fussa amb la construcció d'habitatges de protecció oficial, esdevenint així poc a poc en una ciutat dormitori. Finalment, l'1 d'abril de 1970 es creà legalment l'actual ciutat de Fussa.

## Administració

### Batlles
- Jōtarō Ishikawa (1970-1980)
- Sadao Tamura (1980-1988)
- Yahachirō Ishikawa XVII (1988-2000)
- Hisato Nozawa (2000-2008)
- Ikuo Katō (2008-present)

## Demografia
| 1920   | 1930   | 1940   | 1950   | 1960   | 1970   | 1980   |
| ------ | ------ | ------ | ------ | ------ | ------ | ------ |
| 5.031  | 6.005  | 7.921  | 14.669 | 21.985 | 37.938 | 48.694 |
| 1990   | 2000   | 2010   | 2020   | 2030   | 2040   | 2050   |
| 58.062 | 61.427 | 59.856 | 55.996 | -      | -      | -      |

## Transports

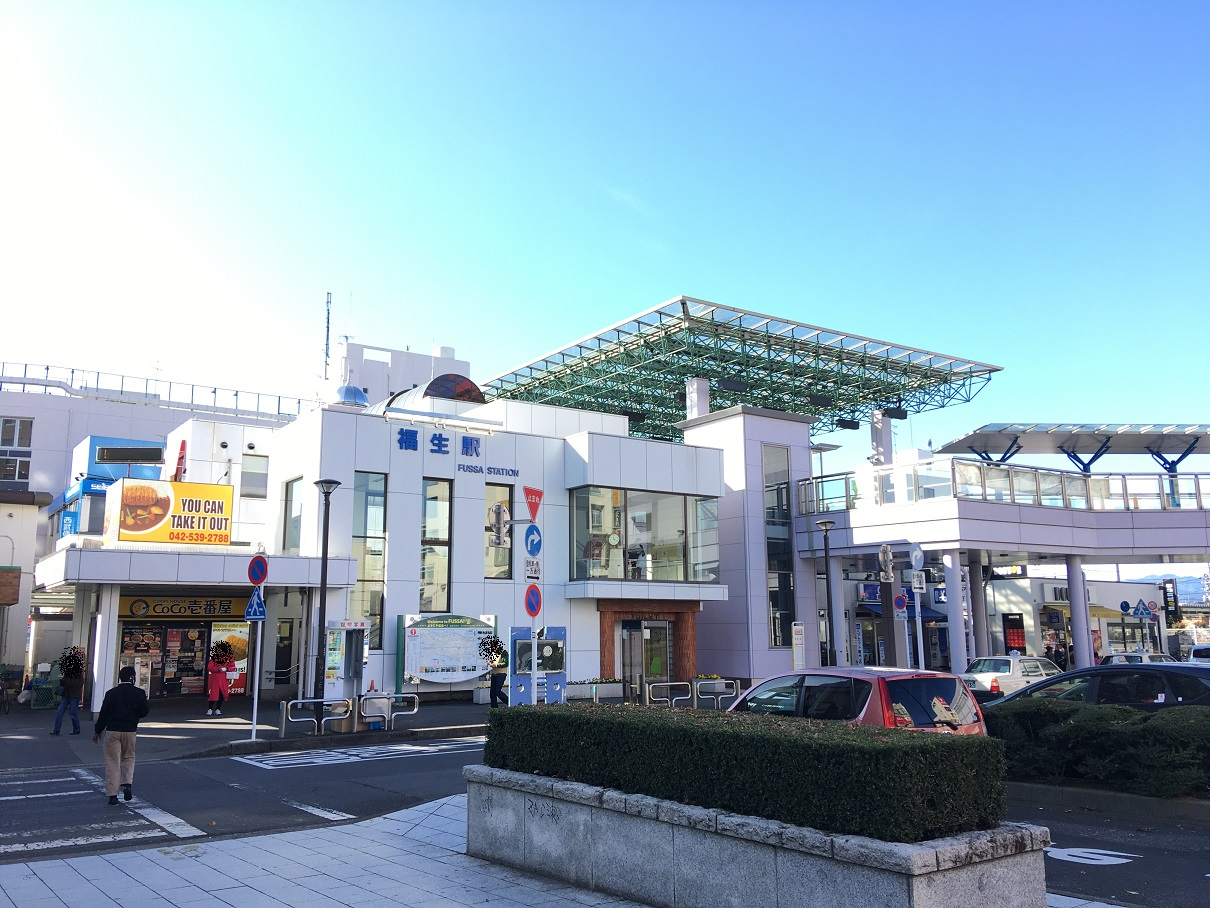
Estació de Fussa

### Ferrocarril
- Companyia de Ferrocarrils del Japó Oriental (JR East)
  - Haijima - Ushihama - Fussa - Kumagawa - Higashi-Fussa
- Ferrocarril Seibu
  - Haijima

### Carretera
- Nacional 16
- Xarxa de carreteres prefecturals de Tòquio